# ディクシー・ウィンザー
ディクシー・ウィンザー閣下（英語: Hon. Dixie Windsor、1673年ごろ – 1743年10月20日）は、イギリスの政治家。トーリー党に所属し、1705年から1727年まで庶民院議員を務めた。

## 生涯
初代プリマス伯爵トマス・ヒックマン＝ウィンザーと2人目の妻アーシュラ（Ursula、旧姓ウィドリントン（Widdrington）、トマス・ウィドリントンの娘）の息子として、1673年ごろにターディビッグで生まれた。兄に初代ウィンザー子爵トマス・ウィンザーが、弟にアンドルーズ・ウィンザー閣下がいる。1688年までにウェストミンスター・スクールに入学、1691年まで同校に通った。1691年6月26日にケンブリッジ大学トリニティ・カレッジに入学、1695年にB.A.の学位を、1698年にM.A.の学位を修得した。また、1692年にトリニティ・カレッジのスカラ（Scholar）に、1697年にフェロー（Fellow）に就任した。
1705年イングランド総選挙でケンブリッジ大学選挙区から出馬した。ケンブリッジ大学はトーリー党とホイッグ党が議席を争っていたが、1702年のアン女王即位によりトーリー党が1702年イングランド総選挙で1議席を奪取しており、1703年にも便宜的国教徒禁止法案でトーリー党の党勢が増していた。1705年の選挙では初代ハリファックス男爵チャールズ・モンタギューの説得を受けたアイザック・ニュートン（ホイッグ党所属）が出馬しており、大蔵卿の初代ゴドルフィン男爵シドニー・ゴドルフィンの息子にあたるフランシス・ゴドルフィン閣下（ホイッグ党所属）も出馬を表明し、これに加えて現職議員アーサー・アンズリー閣下（トーリー党所属）が再選を目指したため、トーリー党とホイッグ党がそれぞれ2候補を出す形となった。選挙戦は白熱し、アン女王が選挙直前に大学を訪れてホイッグ党貴族の多くに名誉学位を授与したほか、ゴドルフィン男爵がワイト島やウェストモーランドでまで選挙活動をしたとされ、トーリー党も候補の1人が選挙活動のために「2日にわたって100マイルの距離を進めた」とされた。これにより投票率は9割近くに達した。結果的にはウィンザーが母校トリニティ・カレッジのフェローとして人気があったため、得票数2位（170票）で接戦を制し、現職議員アンズリーがトップ当選（182票）した。この選挙を境にケンブリッジ大学ではトーリー党有利になり、ニュートンも嫌気が差して2度と選挙に立候補しなかった。そのため、1708年イギリス総選挙ではアンズリーとウィンザーが無投票で再選した。1710年イギリス総選挙では候補者4人が全員トーリー党に所属するという情勢であり、ウィンザーは198票でトップ当選した。1713年イギリス総選挙では無投票で再選した。
議会でも1705年10月の庶民院議長選挙ではコート派（宮廷派）候補に反対票を投じるなどトーリー党の一員として行動したが、これにより1707年にウィンザー子爵の歩兵連隊での軍職を失った。1710年にヘンリー・サシェヴェラルの弾劾に反対票を投じ、1714年に教会分裂阻止法に賛成した。また、トーリー党のオクトーバー・クラブにも加入しており、初代オックスフォード＝モーティマー伯爵ロバート・ハーレーがオクトーバー・クラブへの和解を目指そうとしたため1712年6月28日に兵站管理部長に任命された。
ハノーヴァー朝では1715年イギリス総選挙と1722年イギリス総選挙で再選したが、1717年3月8日に兵站管理部長を解任された。1727年イギリス総選挙では支持者の一部が政府支持に転じたため、得票数3位（176票）で敗れた。1734年イギリス総選挙ではケンブリッジ大学選挙区で137票（得票数4位）、ブランバー選挙区で8票（得票数3位）しか得られず、落選した。
1743年10月20日に死去した。

## 家族
サー・リチャード・スレート（Sir Richard Slate）の娘ドロシー（Dorothy）と結婚したが、子供はいなかった。